# Stokessche Gleichung

Stromlinien um eine sinkende Kugel in einer Flüssigkeit; Die Auftriebskraft ist hier bezeichnet mit und die Gravitationskraft mit.

Die Stokessche Gleichung, welche auf dem Gesetz von Stokes aufbaut, dient zur Berechnung der Sedimentationsgeschwindigkeit sphärischer Körper in einer Flüssigkeit oder einem Gas. Bei nicht kugelförmigen Körpern wird anstatt des Partikelradius {\displaystyle r} der halbe Äquivalentdurchmesser verwendet.
Die Stokessche Gleichung ist gültig für langsame Sedimentation bei Reynolds-Zahlen deutlich kleiner als eins, das heißt, vernachlässigbaren Trägheitskräften im umströmenden Fluid.
Aus dem Ansatz
{\displaystyle F_{\text{Reibung}}=F_{\text{Gewicht}}-F_{\text{Auftrieb}}}
folgt mit
{\displaystyle F_{\text{Reibung}}=6\;\pi \;r\;\eta \;v_{\text{p}}\!}   (Stokes-Reibung),
{\displaystyle F_{\text{Auftrieb}}=\rho _{\text{f}}\;V_{\text{p}}\;g}  (statischer Auftrieb) und
{\displaystyle F_{\text{Gewicht}}=\rho _{\text{p}}\;V_{\text{p}}\;g}  (Gravitation)
die konstante Sinkgeschwindigkeit
{\displaystyle v_{\text{p}}={\frac {2}{9}}{\frac {r^{2}\;g\;(\rho _{\text{p}}-\rho _{\text{f}})}{\eta }}}.
Die einzelnen Formelzeichen stehen für folgende Größen:
- {\displaystyle v_{\text{p}}} – Sedimentationsgeschwindigkeit
- {\displaystyle r} – Radius des sinkenden Gegenstandes
- {\displaystyle V_{\text{p}}} – Volumen des Partikels (für Kugeln: {\displaystyle V_{\text{k}}={\frac {4}{3}}\pi \,r^{3}})
- {\displaystyle g} – Erdbeschleunigung
- {\displaystyle \rho _{\text{p}}} – Dichte des Partikels
- {\displaystyle \rho _{\text{f}}} – Dichte des Fluids
- {\displaystyle \eta } – dynamische Viskosität des Fluids.